# Rääntiö (ö, lat 60,50, long 27,77)
Rääntiö är en ö i Finland. Den ligger i Finska viken och i kommunen Vederlax i landskapet Kymmenedalen, i den södra delen av landet. Ön ligger omkring 45 kilometer öster om Kotka och omkring 160 kilometer öster om Helsingfors.
Öns area är 11,6 hektar och dess största längd är 0,5 kilometer i öst-västlig riktning.